# Pontia protodice
Pontia protodice  (лат.) — вид чешуекрылых насекомых из семейства белянок. Распространён в южных США и на севере Мексики, реже встречается в северных США, в южной Канаде, южной Мексике и Гватемале. Обитают в различных биотопах, в том числе на засушливых сорняковых пространствах, полях, в степях, на песчаных участках, близ железных дорог и дорог. Гусеницы питаются на представителях семейств капустных, включая Brassica oleraceae, и каперсовых (Cleome serrulata). Бабочки питаются нектаром цветков Sisymbrium officinale, Asteraceae и Medicago sativa. Размах крыльев 38—63 мм.